# 2017
2017 рік — рік, що почався у неділю за григоріанським календарем (і закінчився у неділю). 2017 рік нашої ери, 17-й рік III тисячоліття та XXI століття, 7-й рік 2-ї декади XXI століття, а також восьмий рік 2010-х років.

## Ювілеї
- 500 років Реформації.
- 100 років Лютневої революції, яка повалила в Росії 300-літнє правління дому Романових.
- 100 років жовтневому перевороту 1917 року, внаслідок якого до влади в Росії прийшли більшовики.

## Події
2017 рік проголошено:
- ООН — Міжнародний рік сталого туризму в інтересах розвитку (англ. International Year of Sustainable Tourism for Development)[1]
- Україна:
  - Рік Української революції 1917—1921 років[2].
  - Рік Військово-морських сил. Завдання на підтримання та нарощування спроможностей Збройних сил України у 2017 році було поставлене начальником Генерального штабу — Головнокомандувачем Збройних Сил України Віктором Муженком[3].
  - Рік Японії в Україні[4].

### Політика, вибори
- 1 січня — Мальта перебирає президентство у Раді ЄС[de].
- 1 січня — Австрія перебирає головування в ОБСЄ.
- 17 січня — на виборах Голови Європарламенту перемогу отримав італієць — представник правоцентристської Європейської народної партії Антоніо Таяні[5][6].
- 20 січня — Дональд Трамп складає присягу, ставши 45 президентом Сполучених Штатів Америки[7].
- 22 січня — у Софії на площі Святого Олександра Невського пройшла інавгурація 5-го президента Болгарії соціаліста Румена Радева, який переміг на виборах у листопаді 2016 року[8].
- 12 лютого — на Виборах Президента Німеччини[9] та Президента Туркменістану[10] перемогу отримали Франк-Вальтер Штайнмаєр[11] та Гурбангули Бердимухамедов[12].
- 25 лютого — Християнсько-демократичний союз офіційно висунув Ангелу Меркель кандидатом у канцлери Німеччини на парламентських виборах, які відбудуться 24 вересня[13][14].
- 3 березня — на парламентських виборах у Північній Ірландії перемогла пробританська Демократична юніоністська партія, що здобула 28 з 90 місць у парламенті Північної Ірландії, обійшовши націоналістичну партію Шинн Фейн, що виступає за об'єднання з Ірландією (27 місць), а також Юніоністську партію Ольстера з 12 мандатами та Соціал-демократичну лейбористську партію з 10[15][16].
- 13 березня — парламент Угорщини 131 голосом переобрав президентом країни Янош Адер, якого висунула правоцентристська урядова коаліція партій «ФІДЕС» і християнських демократів. За Ласло Майтейні, кандидата від лівої опозиції, проголосували 39 депутатів[17].
- 15 березня — на виборах у верхню палату парламенту Нідерландів, за даними екзит-полу, прилюдненим в ефірі голландського телеканалу «NOS», перемагає партія прем'єр-міністра Марка Рютте «Народна партія за свободу і демократію» (VVD). Але при цьому вона втрачає 10 мандатів у порівнянні з 2012-м (31 проти 41)[18][19].
- 19 березня — Франк-Вальтер Штайнмаєр на церемонії передачі влади у президентському палаці Бельвю у Берліні офіційно заступив на посаду 12-го федерального президента Німеччини за участі Йоахіма Ґаука та їхніх дружин Ельке Бюденбендер та Даніели Штадт[20][21][22].
- 23 квітня — у Франції пройшов перший тур голосування на виборах Президента. У боротьбі за пост президента країни беруть участь 11 кандидатів: лідер руху «Вперед» і колишній міністр фінансів Еммануель Макрон, лідер ультраправої партії євроскептиків «Національний фронт» Марін Ле Пен, кандидат від партії «Республіканці» екс-прем'єр-міністр Франсуа Фійон, лідер «Лівої партії» Жан-Люк Меланшон, кандидат від Соціалістичної партії і колишній міністр освіти Бенуа Амон[23].
- 28 квітня — Скупщина Чорногорії одноголосно 46 голосами ратифікувала закон про вступ країни до НАТО[24][25].
- 7 травня — у Франції в другому турі голосування на виборах Президента переміг лідер руху «Вперед» і колишній міністр фінансів Еммануель Макрон[26][27].
- 9 травня — на позачергових президентських виборах у Південній Кореї переміг Мун Чже Ін[28][29].
- 7 липня — на Президентських виборах в Монголії[en] переміг Баттулга Халтмаагійн[30].
- 8 серпня — на виборах президента Кенії[en] переміг чинний голова держави Ухуру Кеніятта[31].
- 12 жовтня — за результатами виборів у Ліберії[en] президентом країни обрано Джорджа Веа — колишнього футболіста, володаря Золотого м'яча 1995 року[32].
- 15 жовтня — у Киргизстані на виборах Президента переміг Сооронбай Жеенбеков[33][34].
- 22 жовтня — в Японії більшість на парламентських виборах одержала правляча коаліція Ліберально-демократичної партії (ЛДП) та партії «Нова Комейто»[35].
- 28 жовтня — на дострокових парламентських виборах в Ісландії найбільше голосів набрала правляча партія незалежності[36][37].
- 12 листопада — у Словенії в ході другого туру президентських виборів переміг діючий Президент Борут Пахор[38][39].
- 21 листопада після військового перевороту президент Зімбабве Роберт Мугабе, що перебував при владі з 1980 року, склав повноваження[40].
- 28 грудня президент Італії Серджо Матарелла розпустив парламент країни. Проведення дострокових виборів призначено на 4 березня[41].
- 29 грудня Ізраїль оголосив про припинення членства в ЮНЕСКО. Рішення має вступити в силу 31 грудня 2018 року[42].

### Референдуми
- 16 квітня — в Туреччині більшість на конституційному референдумі підтримали ідею переходу до президентської форми правління[43][44].
- 5 серпня у Мавританії пройшов референдум щодо змін до конституції, які передбачають скасування деяких органів влади, а також зміну національного прапору і гімну.
- 1 жовтня у Каталонії попри заборону іспанської влади, пройшов референдум щодо незалежності Каталонії. Відбулися сутички прихильників референдуму з поліцією, у результаті яких постраждало майже 500 осіб[45].

### Міжнародні відносини
- 15 січня — представники 70-ти держав та міжнародних організацій (держсекретар США Джон Керрі та міністр закордонних справ Німеччини Франк-Вальтер Штайнмаєр та ін.) під час «Конференції заради миру на Близькому Сході» в Парижі вирішують питання ізраїльсько-палестинського конфлікту, але без представників самих обох сторін конфлікту[46].
- 23 лютого — Нижня палата парламенту Нідерландів проголосувала за ратифікацію угоди про асоціацію Україна-Європейський Союз[47].
- 9 березня — Комітет Європейського парламенту з громадянських свобод схвалив безвізовий режим для України[48].
- 26 квітня — посли держав-членів Європейського Союзу у Брюсселі — Комітет постійних представників — підтримали надання українцям безвізового режиму[49][50].
- 25—26 травня у Брюселі тривав саміт НАТО, на якому серед інших питань вирішено питання про прийняття до альянсу Чорногорії.
- 26—27 травня в Італії тривав саміт Великої сімки[51].
- 1 червня Дональд Трамп оголосив, що США вийдуть з Паризької кліматичної угоди[52].
- 5 червня Саудівська Аравія, Єгипет, Об'єднані Арабські Емірати і Бахрейн розірвали дипломатичні зв'язки з Катаром, звинувативши його в підтримці тероризму, припинили транспортне сполучення і висилають катарців зі своїх країн[53].
- 2 вересня — російські дипломати на вимогу влади США звільнили приміщення генерального консульства в Сан-Франциско, торгове представництво у Вашингтоні та торгове представництво у Нью-Йорку[54].
- 3 вересня — КНДР провела випробування водневої бомби, що спричинило потужний землетрус амплітудою до 6,5 балів[55].
- 12 вересня — Рада Безпеки ООН схвалила нові санкції щодо Північної Кореї[56].
- 12 жовтня — Сполучені Штати Америки оголосили, що вийдуть з ЮНЕСКО 31 грудня 2018 року[57].
- 6 грудня президент США Дональд Трамп підписав розпорядження щодо визнання столицею Ізраїлю міста Єрусалим й перенесення посольства з Тель-Авіва[58].

### Збройні конфлікти
- 14 — 19 січня — сили безпеки Іраку в рамках Громадянської війни в Іраку 2014—2017 рр., взяли повний контроль над університетом (14 січня), увійшли в східні райони Набі Юнус і аль-Джаммама і північно-східний район аль-Шурта Мосула (16 січня) та очистили від бойовиків угруповання «Ісламська держава» район міста, в якому розташовані урядові будівлі: муніципалітету, міської ради та суду в місті Тель-Кейф в 25 кілометрах на північ від Мосула. Місто перебуває під контролем бойовиків угруповання з червня 2014 року[59][60][61].
- 19 січня — війська Сенегалу увійшли на територію Гамбії[62]. Таке рішення викликане тим, що чинний президент Гамбії Ях'я Джамме відмовляється покидати пост після закінчення мандата 19 січня. Введення військ відбулося згідно одноголосного рішення Ради Безпеки ООН[63].
- 7 квітня — Збройні сили США завдали ракетного удару по сирійській авіаційній базі Шайрат поблизу міста Хомс[64].
- 14 жовтня — повідомлено про повне звільнення міста Ракка у Сирії від бойовиків Ісламської Держави[65].
- 17 листопада бойовики терористичного угруповання «Ісламська Держава» втратили в Іраку свій останній оплот — місто Рава[66].

### Економіка
- 17 січня розпочав роботу щорічний Всесвітній економічний форум у Давосі, що тривав до 20 січня. Тема форуму «Реагуюче та відповідальне управління»[67].
- 4 березня — Міжнародний валютний фонд досяг домовленості з урядом України, що відкриває шлях до надання в другій половині березня 2017 р. нового траншу позики, в розмірі 1 мільярд доларів[68].
- 2 вересня криптовалюта Bitcoin встановила рекорд курсу до американського долара, перевищивши 4,5 тисяч доларів за одиницю[69].
- 18 вересня Україна вперше за 4 роки розмістила єврооблігації на 3 мільярди доларів[70].
- 21 листопада китайська соцмережа Tencent обійшла за вартістю Facebook[71].
- 28 листопада вартість Біткойна вперше перевищила 10 000 $[72].

### Наука і техніка
- 27 лютого — археологи виявили унікальне поховання, що належить Атауальпа, що споруджено у вигляді кам'яної споруди кубічної форми висотою 80 метрів. Ця споруда розташована в Національному парку Еквадору в горах Анди в густих лісах Амазонки[73].
- 10 — 18 березня — археологи з Єгипту і Німеччини в підземних водах нетрів Каїру виявили залишки стародавньої 8-метрової єгипетської статуї, які, на їхню думку, могли б зобразити фараона Рамсеса II[74]. Однак, за інформацією міністра у справах старожитностей та культурної спадщини Єгипту Халеда Ель-Анані (Khaled El-Anany), «висока ймовірність, що це Псамметих I».[75].
- 11 березня — в місті Чучжоуу (провінція Аньхой) на сході Китаю археологи виявили стародавню гробницю віком понад 700 років періоду Династії Сун[76]
- 30 березня — SpaceX уперше в історії здійснила повторний запуск ракети-носія Falcon 9.
- 31 березня — новий український транспортний літак Ан-132 вперше піднявся в повітря на київському аеродромі «Святошин».
- 2 серпня — у США вперше успішно видалили з ДНК людського ембріона ген з мутацією, який відповідає за розвиток захворювання[77][78].
- 12 серпня — науковці Единбурзького університету виявили під двокілометровим крижаним шаром Західно-Антарктичного льодовикового щита 91 вулкан, що робить цей регіон найбільшим вулканічним регіоном на Землі[79][80].
- 16 жовтня — міжнародною групою астрономів уперше повідомлено про фіксацію процесу злиття двох нейтронних зорей, яке було виявлено в гамма-випроміненні і в гравітаційних хвилях[81].

### Культура
- 25 січня — Комітет з присудження щорічної премії Президента України «Українська книжка року» в Державному комітеті телебачення і радіомовлення України визначив видання, подані для участі у конкурсі, яким Комітет пропонує присудити премію за 2016 рік[82].
- 29 січня — У Володимирівському соборі було проведено молебень, а на Лук'янівському цвинтарі в Києві відбулось прощання та перепоховання видатного українського письменника Олександра Олеся та його дружини, де започатковано «Алею почесних перепоховань»[83][84].
- 9 лютого — в Берліні відкрився 67-й щорічний кінофестиваль Берлінале-2017[85].
- 18 лютого — у фінал національного відбору пісенного конкурсу Євробачення 2017 були відібрані: TAYANNA, гурт «Сальто Назад», ILLARIA, ROZHDEN, «O. Torvald» і Melovin (Костянтин Бочаров)[86][87][88].
- 25 лютого — у фіналі національного відбору на пісенний конкурс Євробачення 2017 перемогла рок-гурт «O. Torvald»[89][90].
- 4 березня — У Києві на Будинку звукозапису (вул. Леоніда Первомайського, 5-a) встановлено меморіальну дошку українському композитору Володимиру Івасюку[91].
- 20 квітня — церемонія нагородження лауреатів Національної премії «Золота дзиґа» у Києві[92].
- 28 травня — Золоту пальмову гілку Каннського кінофестивалю отримав фільм режисера Рубена Естлунда «Квадрат»[93].
- 9 вересня «Золотий лев» 74-го Венеційського міжнародного кінофестивалю отримав американський фільм Форма води Гільєрмо дель Торо[94].

### Суспільство
- 1 січня — у стамбульському нічному клубі «Reina», в новорічну ніч, нападник Абдулгадір Машаріпов[95] відкрив вогонь по відвідувачах. Загинуло 39 чоловік, у тому числі іноземці, поранено — понад 50. Відповідальність на себе взяла «ІДІЛ».
- 2 січня — понад 30 осіб загинули внаслідок вибуху в передмісті Багдаді внаслідок суїциданта у начиненій вибухівкою вантажівці[96].
- 2 січня — невідомий відкрив стрілянину в Барселоні: є жертви[97].
- 5 січня — два вибухи у Багдаді привели до загибелі близько 15 осіб[98].
- 6 січня — у двох містах Кот-д‘Івуару, Буаке та Далоа сталися бунти військовиків; бунтівники захопили зброю у двох поліційних відділках[99].
- 7 січня — потужний вибух стався в місті Аазаз у сирійській провінції Алеппо: загинули 60 людей і півсотні отримали поранення[100].
- 8 січня — два вибухи начинених вибухівкою автомобілів на ринку в шиїтському районі Багдада призвели до смерті 23 і поранення понад 60 людей[101]. Відповідальність за вибухи взяла на себе «Ісламська держава»[102][103][104].
- 16 січня — найдепресивніший день 2017 року на думку британського психолога Кліффа Арноля з Університету Кардіффа[105].
- 1 лютого у ході антиурядових протестів у Румунії на вулиці вийшло 300 тисяч чоловік. Це історичний максимум за останні 25 років.[106]
- 11 — 16 лютого — у результаті серії з чотирьох терористичних актів у Багдаді загинуло щонайменше 73 осіб та поранення мінімум 120 людей.
- 17 лютого — 25 березня — протестні акції в Білорусі «Марші недармоїдів». Викликані Декретом № 3 «Про запобігання соціального утриманства» й економічною політикою білоруського уряду.
- 3 квітня унаслідок вибуху в метро Санкт-Петербурга загинуло 11 осіб, поранено близько 50[107].
- 3 квітня — 31 травня — акції протесту в Сербії проти обрання чинного президента Сербії Александара Вучича.
- 7 квітня у столиці Швеції Стокгольмі стався теракт — вантажівка наїхала на натовп людей, убивши щонайменше трьох осіб.
- 9 квітня в Єгипті під час святкування Вербної неділі відбувся теракт біля християнських храмів у містах Александрія і Танта. Загалом внаслідок подвійного теракту загинуло близько 45 та поранено більше ніж 136 осіб[108][109].
- 22 травня на стадіоні у Манчестері (Велика Британія) стався теракт, жертвами якого стали 22 людини.
- 2 червня — у Філіппінах через стрілянину в казино загинуло понад 30 людей[110].
- 3 червня у результаті серії терористичних атак в Лондоні загинуло 7 чоловік та 30 було поранено[111].
- 12 червня у 200 містах Росії пройшли багатотисячні антикорупційні мітинги. Повідомляють про затримання у Москві близько 750 осіб, у тому числі — Олексія Навального; у Санкт-Петербурзі — близько 900[112].
- 27 червня у Києві внаслідок підриву автомобіля загинув полковник Головного управління розвідки МО України Максим Шаповал[113].
- 14 липня — в результаті терористичного акту в Єрусалимі поруч із Храмовою горою загинуло двоє поліцейських[114].
- 21 липня Сенат Польщі ухвалив суперечливий закон про Верховний суд. Ухвалення закону супроводжувалося масовими протестами перед будівлями Сенату та Верховного суду[115].
- 24 липня — в результаті терористичного акту в Кабулі загинуло 36 та поранено більше 40 людей[116].
- 8 вересня — в центрі Києва по вул. Великій Васильківській, 5 внаслідок підриву автомобіля загинув вояк чеченського походження Алі Тімаєв[117].
- 2 жовтня у результаті стрілянини на фестивалі в Лас-Вегасі загинуло 59 людей, постраждало понад 500[118].
- 14 жовтня у результаті теракту в столиці Сомалі Могадішо загинуло щонайменше 200 людей, ще понад 200 поранені[119].
- 5 листопада — опубліковані «Райські папери»: розслідування про офшорне інвестування, яке містить 120 тисяч імен, у тому числі 10 українських[120][121].
- 6 листопада — колишній військовий Девін Келлі застрелив[en] 26 осіб у церкві техаського міста Сазерленд-Спрінгс, після чого покінчив із собою[122].
- 8 листопада Федеральний конституційний суд Німеччини ухвалив додати в документи про народження третю стать[123].
- 22 листопада Міжнародний трибунал щодо колишньої Югославії визнав Ратко Младича винним у геноциді мусульман у Сребрениці і засудив його до довічного ув'язнення[124].
- 13 грудня Чорногорська мова отримала офіційне визнання і реєстрацію від Міжнародної організації зі стандартизації[125].
- 28 грудня Іран охопила серія стихійних протестів[126].

### Спорт
- 5 грудня виконком Міжнародного олімпійського комітету відсторонив російську збірну від участі в зимових Олімпійських іграх 2018 через системне зловживання допінгом[127].

#### Біатлон
- За результатами Кубка світу з біатлону 2016—2017, що проходив з 25 листопада 2016 року по 19 березня 2017 року і складався з 9 етапів та чемпіонату світу в Хохфільцені у загальному заліку серед чоловіків золото виборов француз Мартен Фуркад, срібло — норвежець Йоганнес Тінгнес Бо, бронзу — росіянин Антон Шипулін; серед жінок: золото — чешка Габріела Соукалова, срібло — фрацуженка Марі Дорен-Абер, срібло — італійка Доротея Вірер.
- На Чемпіонаті Європи з біатлону 2017, що проходили з 25 по 29 січня в польському місті Душники-Здруй, перше місце посіла збірна Росії, друге — збірна України, третє — збірна Болгарії. Українці отримали 4 медалі: золото та срібло виборола Юлія Джима[128][129], бронзу — Анастасія Меркушина[130] та бронзу у змішаній естафеті[131].
- Український біатлоніст Антон Дудченко виборов бронзову медаль на юніорському чемпіонаті світу у словенській Поклюці у спринтерській гонці.

#### Бокс
- 9 квітня — чемпіон світу за версією Всесвітньої боксерської організації (WBO) у другій напівлегкій вазі Василь Ломаченко захистив свій пояс у бою з американцем пуерториканського походження Джейсоном Сосой, здобувши перемогу технічним нокаутом в дев'ятому раунді[132].
- 29 квітня — бій за титули чемпіона світу за версіями IBF, WBA і IBO з боксу між британцем Ентоні Джошуа та українцем Володимиром Кличком на стадіоні «Вемблі» в Лондоні закінчився поразкою останнього в одинадцятому раунді[133][134][135].
- 26 серпня — у США відбувся найдорожчий бій за всю історію боксу між непереможним боксером Флойдом Мейвезером та бійцем змішаного стилю Конором МакГрегором. Мейвезер здобув перемогу технічним нокаутом у 10-ому раунді[136].
- 2 вересня — на Чемпіонаті світу з боксу в Німеччині Олександр Хижняк виборов золото у ваговій категорії до 75 кг[137].
- 10 грудня — український боксер Василь Ломаченко захистив чемпіонський пояс за версією WBO у другій напівлегкій вазі в бою з кубинцем Гільєрмо Рігондо, достроково технічним нокаутом[138].
- 23 грудня — авторитетні видання у світі боксу визнали дворазового олімпійського чемпіона та лідера загального світового рейтингу серед профі українського боксера Василя Ломаченка найкращим боксером 2017 року, а чемпіонський бій Ентоні Джошуа — Володимир Кличко — найкращим боксерським поєдинком 2017 року.[139]

#### Важка атлетика
- 8 квітня — українка Анастасія Лисенко у суперважкій категорії понад 90 кілограмів виборола три срібні нагороди на чемпіонаті Європи з важкої атлетики в хорватському Спліті, піднявши над головою 125 кг у ривку, а потім додавши до них 152 кг у поштовху та у підсумковому заліку[140].
- 30 вересня Міжнародна федерація важкої атлетики відсторонила на один рік від змагань збірні Вірменії, Азербайджану, Білорусі, Китаю, Молдови, Казахстану, Росії, Туреччини та України[141].

#### Легка атлетика
- 2 лютого — українка Олеся Повх виборола золоту медаль в бігу на 60 метрів на другому етапі світового туру Міжнародного турніру з легкої атлетики IAAFWorldIndoorTour в Дюссельдорфі. Вона подолала дистанцію за 7.16 секунд, поліпшивши власний показник на одну соту секунди[142].
- 25 лютого — український спортсмен Павло Тимощенко посів друге місце на першому етапі Кубка світу з сучасного п'ятиборства, який проходить в Лос-Анджелесі[143].
- На Чемпіонаті Європи з легкої атлетики в приміщенні 2017, що проходив з 3 по 5 березня на Белградській Арені в Белграді (Сербія) перше загальнокомандне місце зайняли поляки, друге — британці, третє — німці. Українські легкоатлети завоювали 4 нагороди: три бронзові медалі: Юлія Левченко — у стрибках у висоту[144], Марина Килипко — у стрибках з жердиною[145] та Сергій Никифоров — стрибки у довжину)[146], Олеся Повх — срібну медаль у фіналі бігу на 60 метрів[147], а в жіночій естафеті 4х400 метрів команда у складі Ольги Бібік, Тетяни Мельник, Анастасії Бризгіної і Ольги Ляхової стала третьою[148].

#### Теніс
- 28 січня — 14-річна українка Марта Костюк виграла одиночний титул юніорського тенісного турніру «Australian Open 2017»[149].
  - На Відкритому чемпіонаті Австралії з тенісу Серена Вільямс стала перможницею турніру серед жінок, здобувши свою 23-ю перемогу на турнірах «Великого шолому»[150], а 14-річна українка Марта Костюк виграла одиночний титул юніорського тенісного турніру[149].
  - На Відкритому чемпіонаті Австралії з тенісу Роджер Федерер став переможцем турніру серед чоловіків, здобувши свою 18-ту перемогу на турнірах «Великого шолому»[151].
- 5 лютого — українська тенісистка Еліна Світоліна стала переможницею турніру серії WTA International — Taiwan Open. До цього вона вигравала змагання в Баку (2013 і 2014 рр.), Марракеш (2015) та Куала-Лумпур (2016)[152].
- 19 лютого — тенісист Олександр Долгополов переміг у фіналі ґрунтового турніру категорії АТР 250 «Argentina Open», що проходив в Буенос-Айресі (Аргентина)[153][154].
- 25 лютого — українська тенісистка Еліна Світоліна виграла турнір Dubai Tennis Championships в місті Дубай (ОАЕ), де перемогла у фіналі данку Каролін Возняцкі[155][156].
- 5 березня — українська тенісистка Леся Цуренко перемогла на турнірі «Жіночої тенісної асоціації» (WTA) Abierto Mexicano Telcel в Акапулько (Мексика)[157].
- 18 березня — українські тенісистки Людмила Кіченок та Надія Кіченок виграли Турнір Pingshan Open у Шеньчжені[en][158].
- 13 серпня — Еліна Світоліна перемогла у тенісному турнірі Мастерс Канада та вперше піднялася на 4 сходинку світового рейтингу WTA[159].
- 11 вересня — на Відкритому чемпіонаті США з тенісу переможцем серед чоловіків став іспанець Рафаель Надаль (виграв титул утретє), серед жінок — американка Слоун Стівенс (виграла вперше); українка Марта Костюк вперше в історії України разом із сербкою Ольгою Данилович виграла чемпіонат у парному розряді серед юніорів.

#### Фехтування
- 20 лютого — українські фехтувальники Анатолій Герей, Богдан Нікішин, Максим Хворост та Володимир Станкевич завоювали срібну нагороду на Кубку світу з фехтування серед чоловіків у місті Ванкувер (Канада)[160].

#### Футбол
- 5 лютого — Камерун став переможцем Кубку африканських націй 2017 року, здолавши у фіналі збірну Єгипту.
- 6 травня — Донецький «Шахтар» достроково став переможцем Чемпіонату України з футболу 2016—2017[161].
- 3 червня — Реал (Мадрид) переміг Ювентус і став першою командою, яка захистила титул переможця Ліги чемпіонів УЄФА.
- 2 липня — Збірна Німеччини з футболу вперше стала переможцем Кубок конфедерацій, перемігши у фіналі збірну Чилі.
- 8 серпня — Реал Мадрид переміг Манчестер Юнайтед та вчетверте став володарем Суперкубку УЄФА[162].
- 24 вересня українська паралімпійська збірна з футболу перемогла на чемпіонаті світу в Аргентині[163].
- 23 жовтня оголошено лауреатів Нагороди ФІФА для найкращих 2017. Найкращим гравцем визнано Кріштіану Роналду, найкращим тренером — Зінедіна Зідана[164].
- 7 грудня — Кріштіану Роналду уп'яте став володарем нагороди «Золотий м'яч»[165].
- 16 грудня — мадридський Реал утретє став переможцем Клубного чемпіонату світу з футболу. У фіналі він переміг бразильський Греміо.[166]

#### Хокей
- 21 травня Збірна Швеції перемогла збірну Канади та стала чемпіоном світу із хокею 2017 року[167].
- 11 червня Піттсбург Пінгвінс вдруге поспіль став переможцем НХЛ сезону 2016/2017  рр., перемігши у фінальній серії з 6 ігор Нашвілл Предаторс[168].

#### Шахи
- 3 березня на Чемпіонаті світу із шахів серед жінок перемогла Тань Чжун'ї, яка здобула перемогу у фіналі над Анною Музичук[169].
- 27 вересня переможцем Кубку світу з шахів став вірменський шахіст Левон Аронян[170].

#### Інші змагання
- На 28-мій Всесвітній зимовій Універсіаді, яка тривала з 30 січня до 8 лютого в казахському місті Алмати, українська збірна посіла 10 загальнокомандне місце та завоювала 9 нагород — 2 золотих, 3 — срібних та 4 — бронзових[171]
- На XXIX Літній Універсіаді, яка тривала з 19 по 30 серпня у тайванському місті Тайбей українська збірна посіла 6 загальнокомандне місце та завоювала 36 нагород — 12 золотих, 11 — срібних та 13 — бронзових[172].
- На «Іграх Нескорених», що тривали 24-30 вересня у Канаді, українська збірна отримала 14 медалей: 8 золотих, 3 срібних та 3 бронзових[173].
- 29 жовтня — переможцем Чемпіонату Формули—1 2017 року став британець Льюїс Гамільтон, який під час Гран-прі Мексики достроково виборов титул, здобувши його учетверте[174].

### Аварії та катастрофи
- 1 січня — пожежа на поромі в Індонезії: 23 людини загинули і 17 зниклих безвісти.
- 1—15 січня — велика повінь на півдні Таїланду, що охопила 17 провінцій, призвела до загибелі 41 людини, пропала безвісти 1 людина, постраждали 700 тисяч людей, затоплено майже 300 тисяч будинків[175][176][177][178][179].
- 2 січня — землетрус у провінції Перуджа на північ від італійського міста Сполето магнітудою 4,1. Епіцентр знаходився на глибині близько восьми кілометрів від земної поверхні[180].
- 2—9 січня — 65 людей померло через великі морози (до 30 градусів), сильні снігопади та вітри у багатьох країнах Європи[181].
- 8 січня — землетрус магнітудою 5.8 за інформацією Геологічної служби США (USGS) стався неподалік берегів північної канадської території Нанавут[182].
- 12 січня — зіткнулися два потяги на півночі Сербії поблизу міста Нові-Сад у автономному краї Воєводина, постраждали 22 людини[183].
- 14 січня — Розбився літак-винищувач Jas 39C Gripen ВПС під час авіашоу, приуроченого до Дня дітей, у найбільшому місті провінції Сонгкхла Хат'яй у Таїланді. Пілот загинув[184].
- 7 лютого —
  - Рейсовий автобус «Еталон» з 11 пасажирами в с. Кваси Рахівського району Закарпатської області зірвався в урвище з 15-метрової висоти над річкою Тисою, в результаті чого травми легкого ступеня тяжкості отримали троє людей (дві жінки і молодий хлопець)[185].
  - В Пакистані за 14 км на захід від міста Пасні на глибині 10 км стався землетрус, магнітудою 6,3, повідомляє Європейський середземноморський сейсмологічний центр (EMSC)[186].
- 10 лютого — землетрус магнітудою 6,7 балів стався на острові Мінданао на Філіппінах, загинули щонайменше 15 людей і більше сотні поранені[187][188].
- 11 лютого — в результаті землетрусу магнітудою 5,6, що стався на північний захід від міста Тайнань у Тайвані загинули чотири людини, осередок землетрусу залягав на глибині близько 18 км.[189][190].
- 18 лютого — двоє військовослужбовців загинули та один зазнав травмування внаслідок пожежі, що сталася в розташуванні 16-го окремого мотопіхотного батальйону 58-ї бригади Збройних сил України, що перебуває в м. Глухів на Сумщині[191][192].
- 28 лютого — на італійському острові Сицилія почалося виверження найбільшого в Європі вулкана Етна[193][194].
- 2 березня — через вибух та обрушення гірської породи на шахті № 10 «Степова» ВАТ «ЛьвівВугілля» у с. Глухів Сокальського району Львівської області на горизонті 550 м, в 119 конвеєрі загинуло 8 гірників та 6 — травмовано[195]. За інформацією голови Незалежної профспілки гірників України Михайла Волинця від вибуху метану загинуло 11 шахтарів[196].
- 2 березня — на сході Туреччини стався землетрус магнітудою 5,5. За інформацією Європейського Середземноморського сейсмологічного центру, епіцентр землетрусу розташовувався на глибині 11 км північно-східніше населеного пункту Самсат[197].
- 4 березня — біля узбережжя Соломонових островів, за інформацією Геологічної служби США (USGS), стався землетрус магнітудою 5,9. Осередок залягав на глибині 54 км біля острова Бугенвіль[198].
- 8 березня — в результаті викиду газу з вугіллям на шахті «Центральна» у Торецьку загинув один шахтар[199].
- 23 березня — вночі на складах в/ч А1352 у Балаклії почалася пожежа, що супроводжувався вибухами і розльотом боєприпасів. З прилеглих населених пунктів евакуювали близько 20 тисяч жителів, загинула одна людина, троє постраждали. Пожежа і вибухи знищили третину арсеналу, що зберігався на складах.
- 26 квітня — при виконанні планового навчального польоту в районі полігону «Телемба» Республіки Бурятія в Російській Федерації зазнав аварії винищувач МіГ-31 Східного військового округу, пілоти катапультувалися[200].
- 29 квітня — військово-транспортний літак Ан-26, що летів з аеродрому Плайя-Барако врізався в гору на заході Куби в провінції Артеміс, недалеко від столиці Гавани, що привело до загибелі 8 військових[201].
- 30 квітня — біля берегів в південно-східній частині Тайваню стався землетрус, магнітуда якого склала 6 балів за шкалою Ріхтера, епіцентр землетрусу зафіксовано на глибині 96 кілометрів[202].
- 7 червня — 120 людей загинули в результаті Авіакатастрофи літака Shaanxi Y-8 над М'янмою[203].
- 14 червня — згорів житловий будинок Grenfell Tower у Лондоні, загинули 72 людини.
- 29 липня — вантажний літак Ан-74 української авіакомпанії CAVOK Air розбився на острові Сан-Томе і Принсіпі в Центральній Африці, члени екіпажу дістали травми[204].
- 14 серпня — на житлові будинки Реджента, східного передмістя столиці Сьєрра-Леоне Фрітауна, з місцевої гори зійшов селевий потік: кількість загиблих перевищила тисячу людей[205].
- 6 вересня Повені в Південній Азії забрали життя 1300 осіб; постраждали 45 чоловік в Індії, Пакистані, Непалі та Бангладеш[206].
- 7 вересня найпотужніший за останні 100 років землетрус у Мексиці магнітудою 8,1 бала. Загинуло 65 людей, близько 1,85 млн будинків залишилися без електроенергії[207].
- 11 вересня Ураган Ірма вдарив по західному берегу Флориди. Без світла залишаються понад 3 млн домогосподарств[208][209].
- 17 вересня — у Росії, біля берегів Камчатки на глибині 72 км на схід від Петропавловська-Камчатського міського округу стався землетрус магнітудою 5,6. В результаті стихійного лиха обійшлося без руйнувань і жертв[210].
- 19 вересня землетрус у Мексиці поблизу міста Пуебла де-Сарагоса магнітудою 7,1 бала. Загиблі понад 200 людей[211].
- 19 вересня ураган Марія викликав катастрофічні руйнування на острові Домініка, який опинився в його епіцентрі[212]. Більше 90 % будівель на острові було пошкоджено або зруйновано[213]. Також постраждали Гваделупа, Мартиніка та острів Санта-Крус (Віргінські острови)[214].
- Вересень — пожежі у лісах Португалії забрали життя близько 100 людей.
- 12 листопада під час землетрусу в Ірані у провінції Керманшах, загинуло понад 500 людей та більше 7000 поранених[215].

## Вигадані події
- Події фільму Термінатор: Генезис.
- Події серіалу Тринадцять причин чому.
- У 2017 році відбуваються події фільму «Ліга Справедливості».